# ボーモント姉弟失踪事件
ボーモント姉弟失踪事件は、ジェーン・ナルターレ・ボーモント（英：Jane Nartare Beaumont 1956年9月10日生まれ）、アーナ・キャスリーン・ボーモント（英：Arnna Kathleen Beaumont 1958年11月11日生まれ）、グラント・エリス・ボーモント（英：Grant Ellis Beaumont 1961年7月12日生まれ）の３姉弟が1966年1月26日（オーストラリアの日）に南オーストラリア州アデレード近郊のグレネルグ・ビーチから失踪した事件である。
本事件は現在も捜査中であるが、オーストラリア連邦警察は３姉弟は何者かに連れ去られて殺害されたと考えており、犯人は逮捕されておらず、３姉弟の行方もいまだに判明していない。本事件はオーストラリアの人々の若年者に対する意識を根底から変えたといわれ、発生から５０余年経過した現在でもオーストラリア最悪の失踪事件としてメディアに取り上げられるほどである。

## 背景
３姉弟は元軍人であり、タクシー運転手のグラント・ボーモント（英：Grant Beaumont）とナンシー・ボーモント（英：Nancy Beaumont）夫妻の子供として生まれ、観光地であり失踪現場でもあるグレネルグ・ビーチ近郊のソマートン・パークに居住していた。失踪当日は午前８時半に家を出てバスで５分程度の距離にあるビーチに向かっており、午前中はビーチの近くにある公園で遊んでいる姿が目撃されていた。
ナンシーは子供たちが遅くとも午後２時ごろには帰宅すると考えていたが彼らは戻ってこなかった。ナンシーは出張から帰ってきたグラント及び近隣の住民とともにビーチや子供たちの友人宅を探したが見つからず、午後7時20分に警察に子供たちが失踪したとグラントが通報し、警察の捜査が開始された。ボランティアも動員して近隣の捜索が徹底的に行われたが子供たちは見つからなかった。

## 容疑者の浮上
年齢が30代中ごろでやせ型の日焼けした背の高い男が子供たちと一緒にいたとの目撃証言が複数寄せられ、子供たちはその男と親しげに過ごしていたという。
男は目撃者の一人に「子供たちのお金が無くなってしまった。子供たちのそばに誰かいませんでしたか？」と尋ねていたという。また、長女であるジェーンが持っていた航空会社のバッグと類似したものを男が持っていたとの目撃証言が寄せられた。
なお、両親の証言によると３姉弟の中でもジェーンは特に内気な性格であり、男と親しげに過ごしているのは彼女の普段の立ち振る舞いとは異なることから、警察は男が以前から3姉弟と顔見知りであったと考えている。また、次女であるアーナはジェーンから「ビーチでボーイフレンドが出来た」と聞いたと母親に伝えており（聞いた当時は同年代の子供のことだと思ったという）、そのことも警察の仮説を裏付けている。
さらにベーカリーの店員はジェーンがパスティとミートパイを１ポンド札で購入したことを覚えていたが、ナンシーはバスの運賃と小遣い程度しかジェーンにお金を渡しておらず、第三者が彼女にお金を渡したことを示唆している。
３姉弟の失踪から１年程度は目撃証言も寄せられていたが、結局３姉弟の行方も男の正体もわからず、捜査は完全に暗礁に乗り上げてしまった。

## その後

### 「超能力者」の招集
この事件は世界的な関心を呼び、1966年11月にはアデレードの不動産王であるConstantine George Politesとボーモント家の友人が費用を負担し、オランダの自称超能力者であるジェラール・クロワゼを招集して調査が行われた。クロワゼはボーモント家の所在地であるソマートン・パークの古い工場跡地に建てられた倉庫の下に３姉弟の遺体が埋められていると主張した。
倉庫の所有者は倉庫の解体を渋り、警察と南オーストラリア州政府も発掘には反対したが倉庫の解体及び再建設費用として４万オーストラリアドルものお金が全国から集まり、倉庫の所有者は倉庫の解体及び発掘に同意せざるを得なくなった。しかし３姉弟及び犯人につながる証拠はその場所から発見されなかった。

### 犯人を名乗る者からの手紙
３姉弟の失踪から約２年後、両親のもとに３通の手紙が届いた。そのうちの２通はジェーンが書いたと主張しており、ビーチで出会った男とビクトリア州で楽しく暮らしているという内容であった。もう１通は犯人からのものであり、子供たちと暮らしているが両親に子供たちを帰そうと考えているとの内容であった。両親は犯人の指定した場所に密かに刑事を伴って行ったが犯人は現れなかった。その後に犯人から届いた手紙には刑事の存在に気付いたので子供たちを両親に帰すことはやめたと書かれており、その後に手紙が送られてくることはなかった。
なお、ジェーンが書いたとされる手紙は本物である確率が極めて高いと警察は判断していたが、1992年に改めて行われた指紋鑑定によりこの手紙は41歳の男性（当時10代の少年）がいたずらで送付したものであり偽物と判明した。

### 両親の死
３姉弟の母親であるナンシーは2019年9月16日に92歳で、父親であるグラントは2023年4月9日に97歳で亡くなった（２人は1970年代初頭に離婚したという）。

## 容疑者たち
ベヴァン・スペンサー・フォン・アイネム（英：Bevan Spencer von Einem）、アーサー・スタンリー・ブラウン（英：Arthur Stanley Brown）、ジェームズ・ライアン・オニール（英：James Ryan O'Neill）、デレク・アーネスト・パーシー（英：Derek Ernest Percy）に本事件の容疑がかけられているが（いずれも若年者に対する殺人により終身刑を宣告されている）、目撃された男とは年齢層が一致せず、彼らと３姉弟を結びつける証拠も発見されていない。
地元の裕福な名士であり、グレネルグ・ビーチの近隣に住居を構えていたハリー・フィップス（英：Harry Phipps）については目撃された男に風貌や年齢が近く、１ポンド札を配る習慣があった。
彼の死後にフィップスの息子であるハイドンが３姉弟の失踪当日に子供たちを目撃したと証言し、庭に穴を掘るようフィップスから依頼されたとの情報提供者の証言に基づき警察は2013年にフィップスが経営していた工場の跡地を捜索したが３姉弟や犯人につながる証拠は発見されなかった。また、2018年には範囲を広げての捜索が再び実施されたが３姉弟や犯人につながる証拠は発見されなかった。

## この事件がオーストラリアに与えた影響
本事件はオーストラリアで戦後に発生した事件の中で最も大規模な捜査が行われたものの一つであり、最悪の未解決事件の一つと認識されている。南オーストラリア州政府の首相であるジェイ・ウェザーリルは2018年1月に「南オーストラリア州警察はこの事件の解決を決してあきらめない。殺人犯が逮捕されるまで捜査は終わらない」と発言した。また、オーストラリア連邦警察は犯人につながる情報を提供した者に100万オーストラリアドルの懸賞金を出すことを宣言している。
また本事件はオーストラリア社会において子供に対する親の意識を大きく変えた重要な出来事とみなされており、本事件発生当時、子どもたちを親の目の届かない場所で遊ばせるべきではなかったとか、両親に何らかの過失があったなどと公に指摘されることはなかったが、それは当時のオーストラリア社会が子供にとって安全だったからである。
しかし1960年代に本事件及び若年者に対する凄惨な犯罪（1960年のグレアム・ソーン殺人事件、1965年のワンダビーチ殺人事件）が連続して発生したことにより「戦後のオーストラリアの平和な時代は終わりを迎えた」と表現されている。